# Proechimys trinitatus
Proechimys trinitatus е вид бозайник от семейство Бодливи плъхове (Echimyidae).

## Разпространение
Видът е разпространен в Тринидад и Тобаго.